# تشراغتشي
تشراغتشي هي قرية في مقاطعة هشترود، إيران. عدد سكان هذه القرية هو 421 في سنة 2006.